# Port lotniczy Nà Sản
Port lotniczy Nà Sản (Sân bay Nà Sản) − krajowy port lotniczy położony w Sơn La w Wietnamie. 